# 태풍 준 (1954년)
태풍 쥰 (JUNE) 은 1954년 9월에 발생한 태풍12호다.

## 요약
이 태풍은 일본 규슈에 상륙하여 일본에 큰 피해를 입혔다. 태풍은 한반도에 상륙하지 않았음에도 불구하고 동해안 지역과 울릉도를 중심으로 지대한 영향을 미쳤다.
태풍의 중심권에 들어갔던 울릉도에서는 45.0m/s라는 경이적인 최대풍속이 관측되기도 했다. 또한 많은 비까지 동반함에 따라 9월 13~14일 사이 강릉에서 관측된 강수량은 총 477.5mm에 이르렀다.
| 순위 | 태풍 번호   | 태풍 이름 | 최대 풍속 | 관측 연월일 | 관측 장소 |
| ---- | ----------- | --------- | --------- | ----------- | --------- |
| 1위  | 0314        | 매미      | 51.1 m/s  | 2003/9/12   | 고산      |
| 2위  | 1618        | 차바      | 49.0 m/s  | 2016/10/5   | 고산      |
| 3위  | 0012        | 프라피룬  | 47.4 m/s  | 2000/8/31   | 흑산도    |
| 4위  | 2009        | 마이삭    | 45.0 m/s  | 2020/9/3    | 고산      |
| 4위  | 5412        | 쥰        | 45.0 m/s  | 1954/9/14   | 울릉도    |
| 6위  | 0215        | 루사      | 43.7 m/s  | 2002/8/31   | 고산      |
| 7위  | 0711        | 나리      | 43.0 m/s  | 2007/9/16   | 고산      |
| 8위  | 1904년 태풍 | -         | 42.4 m/s  | 1904/8/18   | 목포      |
| 9위  | 1905년 태풍 | -         | 42.3 m/s  | 1905/9/2    | 목포      |
| 10위 | 1913        | 링링      | 42.2 m/s  | 2019/9/7    | 흑산도    |

## 주요 관측값

### 최저해면기압
- 울릉도 970.1hPa
- 울산 974.6hPa
- 포항 975.5hPa

### 최대풍속
- 울릉도 45.0m/s
- 울산 25.5m/s
- 포항 25.5m/s

### 일최다강수량
- 강릉 287.1mm
- 포항 80.0mm
- 부산 75.5mm

### 총 강수량 (9월 13~14일)
- 강릉 477.5mm
- 부산 96.5mm
- 포항 90.6mm

## 같이 보기
- 1959년 태풍
- 태풍 하이선 (2020년)